# Зараменье (Кировская область)
Зараменье — деревня в Советском районе Кировской области в составе Родыгинского сельского поселения. 

## География
Находится на правом берегу реки Немда на расстоянии примерно 3 км по прямой на юг от районного центра город Советск.

## История
Известна с 1646 года, когда в ней (деревня Зараменская) было учтено 7 дворов и население 46 душ мужского пола. В 1764 году отмечалось 75 жителей из дворцовых крестьян. В 1873 года в ней было учтено дворов 16 и жителей 155, в 1905 33 и 295, в 1926 39 и 222, в 1950 20 и 83. В 1989 году оставалось 25 жителей. Нынешнее название утвердилось с 1939 года.

## Население
Постоянное население составляло 6 человек (русские 100%) в 2002 году, 9 в 2010.